# Near Infra Red Planet Searcher
NIRPS
Le Near Infra Red Planet Searcher (NIRPS), en français « Chercheur de planètes en proche infrarouge », est un futur spectrographe échelle alimenté par fibres depuis le télescope de 3,6 mètres de l'ESO, à l'observatoire de La Silla au Chili. Il est destiné principalement à la recherche d'exoplanètes par la méthode des vitesses radiales. Situé sur le même télescope que HARPS, il étend la bande spectrale couverte par ce dernier en ajoutant l'infrarouge proche au domaine visible.

## Consortium
Le consortium du projet NIRPS est composé de l'Université de Montréal, de l'Observatoire du Mont-Mégantic, de l'Université de Genève (Observatoire de Genève), de l'Institut d'astrophysique et de sciences spatiales (Porto), de l'Institut d'astrophysique des Canaries, de l'Université Grenoble-Alpes, de l'Université fédérale du Rio Grande do Norte, de l'Université Laval et d'unité d'astronomie et d'astrophysique Herzberg du Conseil national de la recherche du Canada.